# Sida au Canada

Le ruban rouge, symbole international pour montrer le soutien pour la lutte contre le sida, et la solidarité avec les personnes vivant avec le VIH et les victimes de la maladie.

Le VIH / sida a été détecté pour la première fois au Canada en 1982. En 2005, il y avait environ 58 000 personnes vivant avec le VIH / sida, avec une estimation de 15 000 pas au courant de leur séropositivité.
Le SIDA au Canada a progressé d'environ 12 % depuis 1999, passant à 56 000 personnes infectées par le virus en 2002.  En 2005, on estime que 60 000 personnes sont  séropositives et qu'au moins 30 % de ces personnes ne sont pas au courant de leur état.